# Dwingeloo 2
Dwingeloo 2 ist eine irreguläre Zwerggalaxie in einer Entfernung von etwa 10 Millionen Lichtjahren von unserem Sonnensystem und wurde im Jahr 1996 bei der Durchmusterung des Dwingeloo Obscured Galaxy Survey (DOGS) entdeckt.
Die Galaxie befindet sich im Sternbild der Kassiopeia und liegt inmitten der Galaktischen Ebene in der sogenannten Zone of Avoidance der Milchstraße, bekannt dafür den Hintergrund durch eine hohe Zahl an Sternen und interstellaren Staub zu verdecken.
Sie ist eine Satellitengalaxie von Dwingeloo 1.

## Eigenschaften

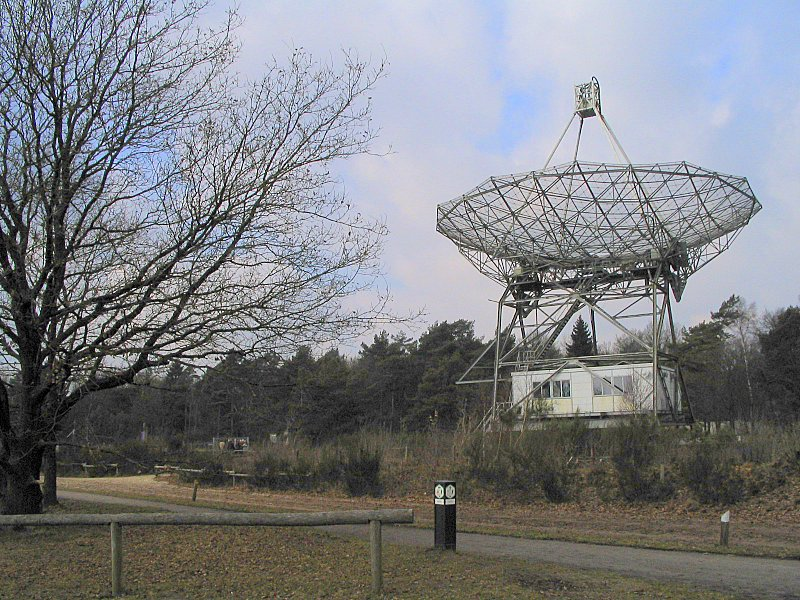
Das Dwingeloo-Radioteleskop in der Nähe des niederländischen Dorfes Dwingeloo

Dwingeloo 2 wurde zunächst im Zuge einer Nachfolgeuntersuchung nach der Entdeckung von Dwingeloo 1 innerhalb der Radioastronomie durch ihre Radiostrahlung der 21 cm Emissionslinie des neutralen Wasserstoffgases identifiziert.
Die Galaxie ist Mitglied der Maffei-Gruppe, einer Galaxiengruppe in direkter Nachbarschaft zu unserer Lokalen Gruppe. und entfernt sich von unserer Milchstraße mit einer Geschwindigkeit von etwa 241 km/s.
Der scheinbare sichtbare Radius von Dwingeloo 2 beträgt etwa 2 Bogenminuten, was bei einer Entfernung von 3 Mpc in etwa absoluten 2 kpc entspricht.
Dwingeloo 2 besitzt eine sich klar abzeichnende rotierende Scheibe neutralen Wasserstoffgases mit einer Neigung von etwa 69° in Bezug zur Beobachtungsrichtung. Die Verteilung ist dabei relativ ungleichmäßig und liegt in einer Entfernung von 3,2 kpc vom Zentrum ihrer Galaxie. Die geschätzte Gesamtmasse innerhalb dieses Abstandes beträgt 2,3 Milliarden M☉, die Masse des Gases allein liegt bei geschätzten 100 Millionen M☉. Damit ist die Gesamtmasse von Dwingeloo 2 um einen Faktor 5 kleiner als die von Dwingeloo 1.
Die irreguläre Struktur von Dwingeloo 2 wird mit hoher Wahrscheinlichkeit durch die Wechselwirkung mit ihrer viel größeren Nachbargalaxie Dwingeloo 1 verursacht, die sich in lediglich 24 kpc Entfernung von ihr befindet.